# Wat is?
Wat is? (rheinischer Dialekt oder Regiolekt für Was ist los? / Was gibt es?) war eine von Jürgen von der Lippe moderierte Talkshow, die ab dem 17. November 1995 im WDR Fernsehen ausgestrahlt wurde. Zunächst hatte die Show eine Länge von 30 Minuten. Ab dem 4. Oktober 1996 übernahm sie Das Erste, und die Sendung wurde auf 45 Minuten verlängert. Sie wurde wöchentlich im Spätprogramm (erst freitags 23:45 Uhr, später montags) ausgestrahlt. Von 1995 bis 2000 wurden 188 Folgen produziert. Unter dem Titel Wat is? – Jetzt neu! wurde die Sendung 2005 für fünf Folgen im WDR (freitags, 21.00 Uhr) wieder aufgelegt.

## Konzept
Das Konzept von Wat is? beruhte darauf, dass weder das Publikum noch der Moderator vorher wussten, welche Gäste in der Sendung erscheinen würden. Wie in von der Lippes älterer Sendung So isses ergaben sich daraus ausgiebige Gespräche über häufig kuriose Geschichten. Stärker als in So isses war Kameramann Günter Müller, genannt Günni, als Moderationshilfe in die Sendung einbezogen.
Die Sendung war für den Adolf-Grimme-Preis 1999 nominiert.